# Liste der Monuments historiques in Le Mesnil-Aubry
Die Liste der Monuments historiques in Le Mesnil-Aubry führt die Monuments historiques in der französischen Gemeinde Le Mesnil-Aubry auf.

## Liste der Bauwerke
| Bezeichnung                     | Beschreibung                  | Standort | Kennzeichnung | Schutzstatus | Datum | Bild           |
| ------------------------------- | ----------------------------- | -------- | ------------- | ------------ | ----- | -------------- |
| Kirche La Nativité-de-la-Vierge | Erbaut ab dem 15. Jahrhundert | (Lage)   | PA00080126    | Classé       | 1840  | weitere Bilder |

## Liste der Objekte

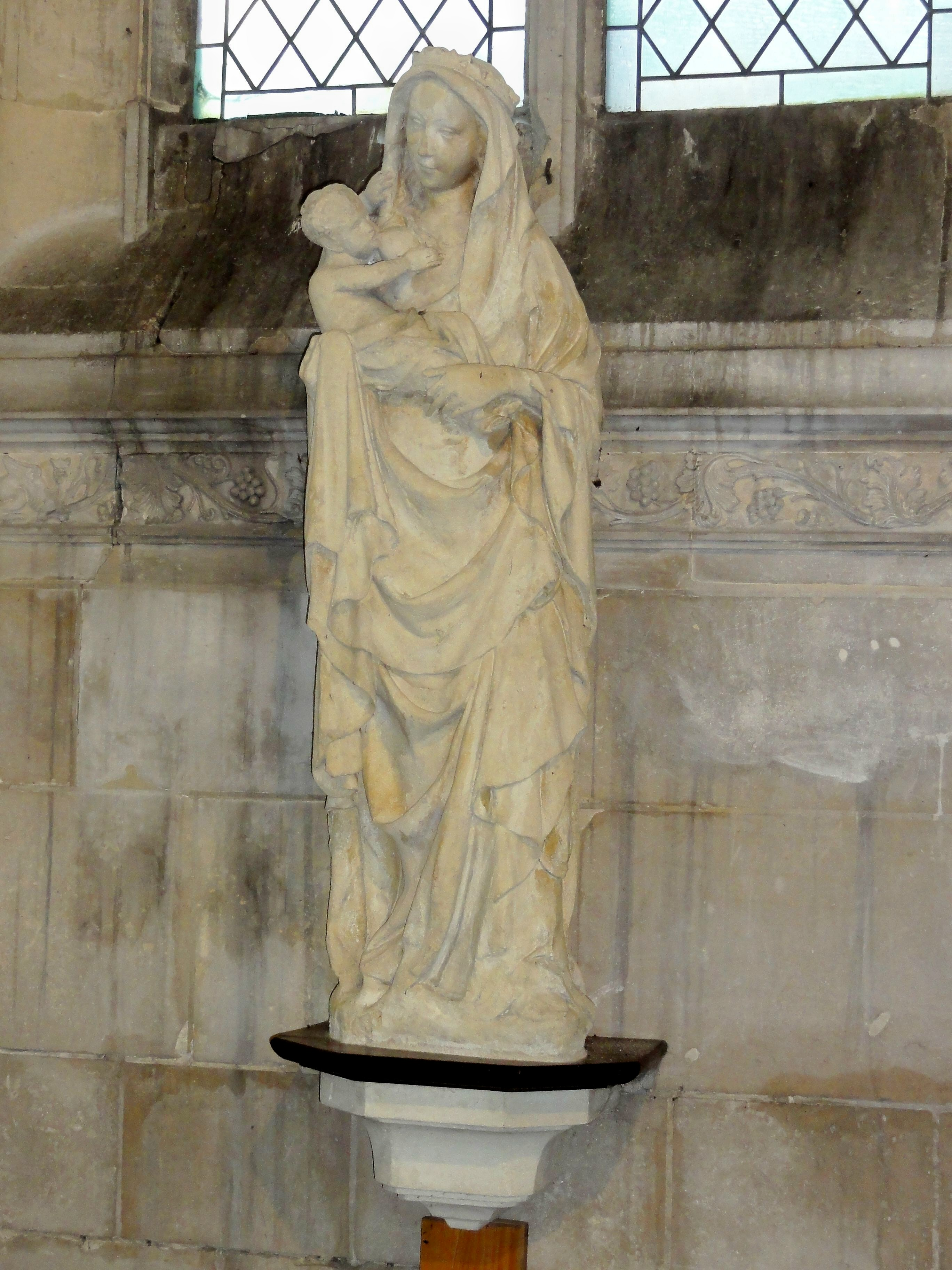
Skulptur Madonna und Kind (Ende des 14. Jahrhunderts) in der Kirche La Nativité-de-la-Vierge

- Monuments historiques (Objekte) in Le Mesnil-Aubry in der Base Palissy des französischen Kultusministeriums